# استیون جفریس
استیون جفریس (انگلیسی: Stephen Geoffreys؛ زادهٔ ۲۲ نوامبر ۱۹۶۴) بازیگر پورنوگرافی، بازیگر تلویزیون، تهیه‌کننده فیلم و بازیگر تئاتر اهل ایالات متحده آمریکا است. وی از سال ۱۹۸۴ میلادی تاکنون مشغول فعالیت بوده‌است.
از فیلم‌های معروف او می‌توان به بازی در فیلم شب وحشت اشاره کرد.